# Food Traboule
Food Traboule était une aire de restauration, de forme juridique GIE, située dans la rue du Bœuf dans le 5e arrondissement de Lyon. Fondé en 2020 par Tabata Mey, l'établissement perpétue la tradition de restauration du bâtiment qui hébergeait auparavant le restaurant La Tour Rose. Le nouveau concept proposé dans Food Traboule est une proposition rassemblant une douzaine de comptoirs et de cuisines différentes, parmi lesquels les clients sont invités à choisir leur menu, avant de le manger où ils le souhaitent.
Le départ progressif de certains des chefs entraîne la liquidation judiciaire du restaurant à la fin de l’année 2024.

## Histoire

### Reprise de la Tour rose et projet
En 2006, le chef Philippe Chavent quitte le restaurant La Tour rose, ce qui entraîne le déclin de celui-ci, jusqu'à sa fermeture en 2018. En 2017, Tabata Mey et son mari Ludovic achètent le bâtiment et projettent de l'aménager pour en faire une aire de restauration de qualité. Les travaux requis nécessitent trois ans de chantier et un investissement de trois millions d'euros. Ils consistent en un réaménagement complet de l'aire de restauration, mais aussi de la partie hôtelière, baptisée « MiHotel »,.
Les travaux sont menés sous l'égide de l’architecte Cécile Rémond assistée de Pierre Dumas, Justine Hotelier et Yoan Maye, en veillant à ce que chaque décor soit adapté à la cuisine dont il est le cadre.

### Concept
Le principe de Food Traboule est celui d'une aire de restauration. Situé au 22 rue du Bœuf dans le Vieux Lyon, le lieu est ouvert en continu de onze heures du matin à onze heures du soir. Il rassemble sur deux niveaux une douzaine de cuisines spécialisées différentes, parmi lesquelles les clients peuvent choisir et composer leur menu, puis le manger où ils le souhaitent, l'établissement étant pourvu de deux cent quarante places assises. La commande et le règlement se font au comptoir choisi, mais la commande préalable en ligne est possible.
Une des particularités de l'établissement est son engagement éco-responsable : les déchets organiques sont récupérés par un personnel dédié, composé de réfugiés engagés en lien avec l’association Forum Réfugiés, puis transformés en compost dans un déshydrateur, les clients pouvant s'ils le souhaitent repartir avec le sac de compost, lui-même biodégradable,.

### Ouverture et crise sanitaire
Le restaurant ouvre le 16 janvier 2020 et connaît un succès immédiat. Gérard Collomb est notamment présent à l'inauguration. Toutefois, la pandémie de Covid-19 en France impose deux mois plus tard la fermeture provisoire du restaurant. À la réouverture, la crise du secteur de la restauration impose quelques modifications. Les horaires sont réduits en semaine. Les comptoirs adaptent leur carte pour proposer une diversité plus grande de choix.

### Difficultés financières et fermeture
En cessation de paiement depuis le 1er juillet 2024, l'entreprise est placée en redressement judiciaire le 6 août en l'attente d'un repreneur. Tabata et Ludovic Mey expliquent ces difficultés par le fait que sur les douze personnes de départ, ils n'étaient plus que deux à porter le projet.
Le  23 octobre 2024, la société est liquidée, puis le groupement d'intérêt économique connaît le même sort le 28 novembre suivant.